# Cholargos (stacja metra)
Cholargos (gr: Χολαργός) – stacja metra ateńskiego na linii 3 (niebieskiej). Została otwarta 23 lipca 2010. Stacja znajduje się na głębokości 22 m poniżej alei Mesojion.